# 四合永站
四合永站，位于中华人民共和国河北省承德市围场满族蒙古族自治县四合永镇，是京通铁路上的火车站，是中国铁路沈阳局集团有限公司赤峰车务段管辖的三等站，建于1980年，由沈阳铁路局管辖。

## 車站周邊
- 中国农业银行四合永分理处
- 赤峰铁路医院四合永分院
- 中国电信四合永合作营业厅
- 四合永镇人民政府
- 中国移动四合永专营店
- 中国联通四合永营业厅

## 歷史
- 建于1980年。

## 外部連結
- 中国铁路客户服务中心（页面存档备份，存于）